# 刻命馆
《刻命馆》由特库摩於1996年在PlayStation上发行，屬《刻命馆》游戏系列的首部作品。

## 游戏内容
《刻命馆》是一款带角色扮演元素的动作游戏，类似全动态影像游戏的风格，尤其与Sega CD的《午夜陷阱》和《Double Switch》很像。游戏的主要内容就是通过放置和激活陷阱来消灭闯入者，与從前 Digital Pictures 的作品不同，剧情中道德判断扮演了重要角色。
玩家扮演一位即将蒙冤受处决之人，他在死亡的那一瞬恳求魔鬼（游戏手册中指明是『撒旦』）赦免他。魔鬼同意了他的请求，并准他指挥「刻命館」。不久，许多访客被吸引来洋馆，有些为了力量，有些为了拯救，有些则仅仅为了寻求庇护。
玩家可选择杀死或放过闯入者，从而达至不同效果，比如，玩家可选择杀死出外为病女寻求医治的父母，或让他们逃跑以告诉别人魔力入侵宅院。不过，有时杀死闯入者是继续游戏并获得魔法值（由吸取牺牲者的灵魂而得来）和金钱（杀死牺牲者赚的钱）的唯一途径。